# プロジェクトハッカー 覚醒
『プロジェクトハッカー 覚醒』（プロジェクトハッカー かくせい）は、株式会社レッド・エンタテインメント及び株式会社クリーチャーズが開発し、任天堂株式会社から2006年7月13日に発売されたニンテンドーDS用のゲームソフトである。2006年7月6日よりDSステーションにあるTouch!Try!DSで体験版が公開された。
当初『ディティクトハッカー』という名称で2005年に開催されたニンテンドーDSカンファレンスで公開されたが、『プロジェクトハッカー 覚醒』へ変更となった。

## ゲーム内容
ゲーム内で起こるIT犯罪を解決へと導いていく推理型のアドベンチャーゲームである。事件についての聞き込みや情報収集を行って推理を進めていく。進めていくうちにパスワードの解除、アクセスログの解析やコードの配線などの問題が発生する。そういった場面ではゲーム内の仮想ウェブから情報を集めることが重要になり、集めた情報は好きな時にメモすることが可能になっている。行き詰った時は仲間にメールを送り、助言を求めることも出来る（送信できるメールの内容は場面ごとに自動的に設定される）。また、このゲームのキーワードとなっている「ハッキング」を行う場面ではタッチペンを使ったアクションも必要とされる。

## ストーリー
主人公である雨坪サトルと幼馴染の小久保リナはある事件をきっかけにして世界的なIT犯罪捜査組織「GIS」へスカウトされる。そこで2人は様々な事件に巻き込まれていく。

## プログラム
このゲームは全5話構成になっており、各話のことをプログラムと呼んでいる。
program #0 Change the life
サトルが家に帰ってくると、アパートが何者かに荒らされていた。さらに、状況を把握できないサトルの元に黒服の男たちが「盗んだCD-Rを返せ」と迫ってくる。どうにか逃げ出したサトルは、CD-Rというのはリナが偶然拾ったものだったことを知る。その中身は携帯会社コベットの電話に通信障害を発生させるウィルスプログラムであった。サトルとリナはこのプログラムから黒服の男たちの正体を突き止め、事件を解決することを決心する。
program #1 Young Blood
無事に通信障害事件を解決したサトルとリナはGISに所属することになり、天才ハッカー「Blitz」の追跡を行っていた。そんな時、警視庁の刑事である大河内俊樹から壊れたPDAのデータをサルベージしてほしいという依頼を受ける。サルベージしたデータを解析したところ、豪華客船クイーンホライゾン号で何らかの取引が行われることが判明した。取引を中止させるべく、サトルたちは客船に乗り込んでいく。
program #2 Billionaire
IT企業コム・ドライ社の口座から40億円もの大金が新手のハッキングツールによって引き落とされるという事件が発生した。同時刻には自然保護団体WOTへ匿名で同額の募金が振り込まれている。しかし、コム・ドライ社とWOTの間に接点は見つからない。そんな中、企業のサーバから銀行口座へハッキングした形跡が発見された。社長の自宅からサーバを経由して口座へアクセスしたらしい。
program #3 Encounter
GISに一通の手紙が届いた。その内容によると「聖フランシル病院ではハッカーによるコンピュータトラブルで医療事故が多発している」という。手紙の真偽を確かめるために病院のコンピュータを調査したところ、ウイルスによって電子カルテが書き換えられていることが判明した。さらに、ウイルスを仕込んだ犯人を調べていくうちに、病院が過去に起こした医療ミスが明らかになっていく。
program #4 Return match
新日本空港から旅客機が正規のルートを外れて飛び続けているという通報が入った。どうやら旅客機は遠隔操作されているらしい。犯人の要求は300億円。要求が飲まれない場合は乗客たちの命はないという。サトルは旅客機のコントロールを取り戻すべく、電波施設を捜し出す。コントロールは無事取り戻されたものの、さらなる事件が舞い込んでくる。テロ組織によって米軍の極秘施設が乗っ取られたのである。このままでは施設のミサイルが世界各国に向けて発射されてしまう。サトルは「Blitz」の力を借りてミサイル施設へのハッキングを決行する。
各プログラムの終了後、解決までに行った行動がS、A、B、Cの4段階で評価される。無駄な移動を行ったりすることで評価は下がっていくが、低い評価を取ったことによるペナルティーなどは特に無い。

## 登場人物
雨坪サトル（あまつぼ サトル）
このゲームの主人公。電子機器に強く、ハッカーとしての才能を持っており、その能力は政府のコンピュータに侵入してしまうほど。この能力を買われ、GISにスカウトされた。幼馴染（本人曰く腐れ縁）のリナに振り回されながらも様々な事件を解決に導いていく。また、事件の中で天才ハッカー「Blitz」と幾度となく対峙し、ライバル関係を築いていく。最後はBlitzの力を借り、ミサイル施設へのハッキングを行う。
小久保リナ（こくぼ リナ）
サトルの幼馴染で小学・中学・高校・大学と同じ学校に進学。愛嬌があり人懐っこく、明るい性格をしている。そのため場のムードメーカーとなることが多い（ただし、サトルにとってはトラブルメーカーらしい）。考えるよりまず行動するタイプで、あまり電子機器には強くないが、サトルのパートナーとしてGISにスカウトされる。頭の回転も速く、そのアイデアでサトルのピンチを救うことも少なくない。
瀬串ミスヅ（せぐし ミスヅ）
GIS日本支部の美人部長。普段の言動は軽いが、いざという時の冷静かつ的確な判断力から部下たちの信頼は厚い。昔は凄腕のハッカーだったらしく、自作のハッキングツールは相当な出来であった。その腕は今も衰えていない。
南ケイ（みなみ ケイ）
GIS解析室にアルバイトとして勤めている現役女子高生。しかし、プログラムの作成や解析に関してはGIS内でもトップクラスの能力を持っている。また、かなりのオカルトマニアであり、UFOや地底人の存在を心から信じている。
バルデス
ミスヅ専属のSPとしてGISに所属する大男。パソコンはあまり得意でないが、逞しい肉体を持っており、非常に高い運動能力と格闘能力で補っている。また、昔は米軍に入っていた。日本語が非常に達者なのはある女性の存在が大きいらしい。
大河内俊樹（おおこうち としき）
警視庁捜査一課に所属する刑事で階級は警部。GISに様々な事件を持ち込んでくる。おだてに乗りやすい性格をしているが、仕事に対する熱意は人一倍。かなりの機械音痴で、メールの送受信をするのがやっと。リナ曰く宇宙人っぽい顔。
Blitz（ブリッツ）
業界では、かなり知られている天才クラッカー。過去には、コペットから依頼を受け、サトルがHATの悪事を暴くために手に入れようとした通信障害を起こすウイルスデータを消去しようとした。ハンドレッドドラゴンやノイ・クノッヘンなど、犯罪組織にも手を貸しているが、手荒なことは好まない。

## 評価
『週刊ファミ通』のクロスレビューでは合計27点 (7,6,7,7 / 40) を獲得した。

## 参照
1. ↑  GameStats Project Hacker
2. 1 2  『ファミ通ゲーム白書2007』エンターブレイン、2007年、393頁。ISBN 978-4-7577-3577-4。